# Francesco Guidobono Cavalchini
Francesco Guidobono Cavalchini, né le 4 décembre 1755 à Tortona au Piémont et mort le 5 décembre 1828 à Rome, est un cardinal italien du XIXe siècle. Il est le petit-neveu du cardinal Carlo Alberto Guidoboni Cavalchini.

## Biographie
Francesco Guidobono exerce des fonctions au sein de la Curie romaine, notamment comme gouverneur de Rome. Le pape Pie VII le crée cardinal in pectore lors du consistoire du 24 août 1807.   
Il est arrêté par les Français en 1808 et emprisonné pendant trois mois au château de Joux (La Cluse-et-Mijoux, Doubs). Sa création de cardinal est publiée le 6 avril 1818. Guidobono est camerlingue du Sacré Collège en 1822-1823. Il participe au conclave de 1823 lors duquel Léon XII est élu pape et il est préfet de la "Congrégation de la bonne gouvernance" à partir de 1824.

### Source
- Fiche du cardinal Francesco Guidobono Cavalchini sur le site fiu.edu